# Ділан Флетчер
Ділан Флетчер (англ. Dylan Fletcher, нар. 3 квітня 1988) — британський яхтсмен, олімпійський чемпіон 2020 року, чемпіон світу.

## Виступи на Олімпіадах
| Олімпіада           | Дисципліна | Місце |
| ------------------- | ---------- | ----- |
| Ріо-де-Жанейро 2016 | 49er       | 6     |
| Токіо 2020          | 49er       | 1     |

## Зовнішні посилання
- Ділан Флетчер — олімпійська статистика на сайті Sports-Reference.com (англ.) (архівна версія)